# SBT Notícias (2022)
SBT Notícias foi um telejornal local brasileiro produzido e exibido pelo SBT São Paulo. Com apresentação de Darlisson Dutra, foi exibido entre 10 de janeiro à 25 de fevereiro de 2022.
O telejornal abordava os principais temas e fatos da cidade de São Paulo e Região metropolitana como saúde, emprego, prestação de serviço, cultura, trânsito, crimes, entre outros. O esporte também estava em pauta, com atenção especial para a Copa Libertadores da América e a Liga dos Campeões. O jornal também tinha entradas de outras capitais, com as notícias do Brasil e do Mundo.

## História
Em 5 de janeiro de 2022, antes da estreia do telejornal, o âncora principal, Darlisson Dutra, testou positivo para COVID-19, tendo que se ausentar-se para tratar da infecção do vírus. Em 6 de janeiro, o jornalista e substituto, Felipe Malta, também testou positivo para COVID-19, causando mais um desfalque para a estreia. Em 7 de janeiro, o SBT havia decidido que quem iria apresentar o telejornal interinamente seria a jornalista Simone Queiroz, porém, a poucas horas da estreia do SBT Notícias, Dutra se recuperou da Covid-19 e foi confirmado pelo SBT para o lançamento do novo jornal na hora do almoço.
Em 14 de janeiro, o telejornal sofre sua primeira mudança devido a sua baixa audiência. Antes ancorado por Darlisson Dutra, com um formato mais voltado a prestação de serviço, o telejornal passou a ser comandado por Dudu Camargo e Marcão do Povo, em moldes policiais. Porém, essa troca não durou uma semana, devido a piora nos índices de audiência. Em 21 de janeiro, Dutra reassumiu o comando do noticioso, voltando ao formato de notícias variadas e prestação de serviço.
Em 25 de fevereiro, foi exibida a última edição do jornalístico. No mesmo dia, por baixa audiência, foi comunicado o término do telejornal. O então âncora titular, Darlisson Dutra, foi remanejado para o Primeiro Impacto ao lado de Dudu Camargo e Marcão do Povo.